# Izabrana dela
Izabrana dela är det första samlingsalbumet från den montenegrinska sångaren Rambo Amadeus. Det släpptes år 1994 och innehåller 15 låtar från hans tidigare album.

## Låtlista
1. "Gongo"
2. "Đede Niko"
3. "Vanzemaljac"
4. "Ja"
5. "Čaše Lomim"
6. "Nagib"
7. "Vrijeme Teče"
8. "Smrt Popa Mila"
9. "Intelektualac"
10. "Glupi Hit"
11. "Jemo Voli Jem"
12. "Žene"
13. "Beton"
14. "Oksymoron"
15. "Loza Konjak"